# Росселевич, Игорь Александрович
Игорь Александрович Росселевич — советский хозяйственный, государственный и политический деятель, Герой Социалистического Труда, доктор технических наук.

## Биография
Родился в 1918 году в Петрограде. Член КПСС. В 1941 году окончил Ленинградский электротехнический институт им. В.И. Ульянова (Ленина). Д.т.н. (1970), профессор (1973). 
С 1939 года — на хозяйственной, общественной и политической работе. В 1939—1990 гг. — в лаборатории радиопередатчиков, на радиозаводе № 619 в Ленинграде, начальник радиостанции, младший командир в стрелковой роте 268-й стрелковой дивизии, заместитель начальника мастерских связи войсковой части, инженер на заводе № 212 в Ленинграде, ведущий инженер, начальник Специального конструкторского бюро на заводе № 616, директор Всесоюзного научно-исследовательского института телевидения Министерства промышленности средств связи СССР, председатель Ленинградского областного правления Российского научно-технического общества радиотехники, электроники и связи имени А. С. Попова.
Указом Президиума Верховного Совета СССР от 6 сентября 1978 года присвоено звание Героя Социалистического Труда с вручением ордена Ленина и золотой медали «Серп и Молот».
Лауреат Государственной премии СССР (1982).
Умер в Ленинграде в 1991 году.